# Mount Gilbert, British Columbia
Mount Gilbert är ett berg i Kanada.   Det ligger i provinsen British Columbia, i den sydvästra delen av landet, 3 600 km väster om huvudstaden Ottawa. Toppen på Mount Gilbert är 3 124 meter över havet.
Terrängen runt Mount Gilbert är bergig åt nordost, men åt sydväst är den kuperad.Trakten runt Mount Gilbert är nära nog obefolkad, med mindre än två invånare per kvadratkilometer.. Det finns inga samhällen i närheten. 
Trakten runt Mount Gilbert är permanent täckt av is och snö.